# Ixodes okapiae
Ixodes okapiae är en fästingart som beskrevs av Joseph Charles Arthur 1956. Ixodes okapiae ingår i släktet Ixodes och familjen hårda fästingar. Inga underarter finns listade i Catalogue of Life.